# Persis spreta
Persis spreta är en insektsart som först beskrevs av Fowler 1900.  Persis spreta ingår i släktet Persis och familjen Derbidae. Inga underarter finns listade i Catalogue of Life.